# Gigi D'Agostino (album)
Gigi D'Agostino je drugi studijski album istoimenog talijanskog DJ-a, izdan 1996.

## Lista pjesama
1. "Gigi D'Agostino"
2. "Emotion"
3. "Angels Symphony"
4. "Before"
5. "Love & Melody"
6. "Sweetly"
7. "Streange"
8. "My Dream"
9. "Fly"
10. "Puezza"
11. "Singin"
12. "Elektro Message"
13. "Gigi's Violin"
14. "Free"
15. "Special Track"
16. "Another Theme"
17. "Harmonic"
18. "Melody Voyager"
19. "Song For My Future Wife"